# NCAA Division I Tennis Championships 2011
Bei den NCAA Division I Tennis Championships 2011 wurden die Meister der Saison 2010/11 im US-amerikanischen College Tennis ermittelt. Gespielt wurde vom 19. bis zum 30. Mai auf dem Campus der Stanford University im kalifornischen Stanford. Die ersten beiden Runden der Mannschaftskonkurrenzen wurden bereits ab dem 13. Mai gespielt, fanden allerdings noch nicht in Stanford statt.

## Herrenmannschaftsmeisterschaften
| Nr. | Spieler    | Erreichte Runde |
| --- | ---------- | --------------- |
| 01. | Virginia   | Finale          |
| 02. | USC        | Sieg            |
| 03. | Tennessee  | Viertelfinale   |
| 04. | Ohio State | Halbfinale      |
| 05. | Baylor     | Viertelfinale   |
| 06. | Georgia    | Halbfinale      |
| 07. | Florida    | Achtelfinale    |
| 08. | Stanford   | Viertelfinale   |

| Nr. | Spieler        | Erreichte Runde |
| --- | -------------- | --------------- |
| 09. | Texas A&M      | Achtelfinale    |
| 10. | Kentucky       | Viertelfinale   |
| 11. | Duke           | Achtelfinale    |
| 12. | UCLA           | Achtelfinale    |
| 13. | Texas          | 2. Runde        |
| 14. | California     | Achtelfinale    |
| 15. | Georgia Tech   | Achtelfinale    |
| 16. | North Carolina | 2. Runde        |

## Herreneinzel

### Setzliste
| Nr. | Spieler           | Erreichte Runde |
| --- | ----------------- | --------------- |
| 1.  | Steve Johnson     | Sieg            |
| 2.  | Alexander Domijan | 1. Runde        |
| 3.  | Michael Shabaz    | Halbfinale      |
| 4.  | Rhyne Williams    | Finale          |
| 5.  | Blaž Rola         | Viertelfinale   |
| 6.  | Alexandre Lacroix | 2. Runde        |
| 7.  | Eric Quigley      | 2. Runde        |
| 8.  | Henrique Cunha    | Viertelfinale   |

| Nr.    | Spieler            | Erreichte Runde |
| ------ | ------------------ | --------------- |
| 9.–16. | Chase Buchanan     | 1. Runde        |
| 9.–16. | Reid Carleton      | 1. Runde        |
| 9.–16. | Austen Childs      | Achtelfinale    |
| 9.–16. | Guillermo Gómez    | Achtelfinale    |
| 9.–16. | Bradley Klahn      | Viertelfinale   |
| 9.–16. | Dennis Nevolo      | Achtelfinale    |
| 9.–16. | Tim Pütz           | 1. Runde        |
| 9.–16. | John-Patrick Smith | Achtelfinale    |

## Herrendoppel

### Setzliste
| Nr. | Paarung                                  | Erreichte Runde |
| --- | ---------------------------------------- | --------------- |
| 1.  | Boris Čonkić John-Patrick Smith          | Achtelfinale    |
| 2.  | Drew Courtney Michael Shabaz             | Achtelfinale    |
| 3.  | Jeff Dadamo Austin Krajicek              | Sieg            |
| 4.  | Javier Garrapiz Borderías Hernus Pieters | 1. Runde        |

| Nr.   | Paarung                         | Erreichte Runde |
| ----- | ------------------------------- | --------------- |
| 5.–8. | Roberto Maytín John Peers       | Viertelfinale   |
| 5.–8. | Reid Carleton Henrique Cunha    | Viertelfinale   |
| 5.–8. | Sebastian Carlsson Neal Skupski | Achtelfinale    |
| 5.–8. | Bradley Klahn Ryan Thacher      | Finale          |

## Damenmannschaftsmeisterschaften
| Nr. | Spieler        | Erreichte Runde |
| --- | -------------- | --------------- |
| 01. | Stanford       | Finale          |
| 02. | Florida        | Sieg            |
| 03. | Duke           | Viertelfinale   |
| 04. | North Carolina | Viertelfinale   |
| 05. | Baylor         | Halbfinale      |
| 06. | UCLA           | Halbfinale      |
| 07. | Miami (FL)     | Viertelfinale   |
| 08. | Georgia        | Viertelfinale   |

| Nr. | Spieler       | Erreichte Runde |
| --- | ------------- | --------------- |
| 09. | California    | Achtelfinale    |
| 10. | Michigan      | Achtelfinale    |
| 11. | Virginia      | Achtelfinale    |
| 12. | Florida State | 2. Runde        |
| 13. | Tennessee     | 2. Runde        |
| 14. | Georgia Tech  | Achtelfinale    |
| 15. | Clemson       | Achtelfinale    |
| 16. | Northwestern  | Achtelfinale    |

## Dameneinzel
| Nr. | Spieler         | Erreichte Runde |
| --- | --------------- | --------------- |
| 1.  | Jana Juricová   | Sieg            |
| 2.  | Maria Sanchez   | 2. Runde        |
| 3.  | Hilary Barte    | Viertelfinale   |
| 4.  | Denise Dy       | 2. Runde        |
| 5.  | Kristy Frilling | 1. Runde        |
| 6.  | Allie Will      | Achtelfinale    |
| 7.  | Bianca Eichkorn | 1. Runde        |
| 8.  | Denise Muresan  | 2. Runde        |

| Nr.    | Spieler         | Erreichte Runde |
| ------ | --------------- | --------------- |
| 9.–16. | Kristie Ahn     | Rückzug         |
| 9.–16. | Josipa Bek      | 1. Runde        |
| 9.–16. | Jacqueline Cako | Achtelfinale    |
| 9.–16. | Venise Chan     | Achtelfinale    |
| 9.–16. | Zoe De Bruycker | Achtelfinale    |
| 9.–16. | Marta Leśniak   | 1. Runde        |
| 9.–16. | Maria Mosolova  | Achtelfinale    |
| 9.–16. | Soňa Nováková   | 1. Runde        |

## Damendoppel
| Nr. | Paarung                         | Erreichte Runde |
| --- | ------------------------------- | --------------- |
| 1.  | Mari Andersson Jana Juricová    | Halbfinale      |
| 2.  | Alexandra Cercone Allie Will    | Viertelfinale   |
| 3.  | Kaitlyn Christian Maria Sanchez | Halbfinale      |
| 4.  | Hilary Barte Mallory Burdette   | Sieg            |

| Nr.   | Paarung                           | Erreichte Runde |
| ----- | --------------------------------- | --------------- |
| 5.–8. | Keri Wong Josipa Bek              | Finale          |
| 5.–8. | Bianca Eichkorn Anna Bartenstein  | Achtelfinale    |
| 5.–8. | Brooke Bolender Denise Muresan    | 1. Runde        |
| 5.–8. | Shinann Featherston Lauren McHale | Rückzug         |